# Macrodictyum
Macrodictyum là một chi rêu trong họ Dicranaceae.